# Bardcore
Bardcore hoặc tavernwave là một hiện tượng Internet bắt đầu thịnh hành từ năm 2020, trong đó những bài hát nhạc pop và nhạc rock nổi tiếng hiện đại được biểu diễn lại theo phong cách nhạc Trung cổ.

## Lịch sử
Trước năm 2020, một số bài hát hiện đại được biểu diễn lại theo phong cách Trung cổ nhận sự chú ý trên YouTube, như remix nhạc chủ đề của trò chơi Halo của LjB0 và phiên bản bài hát "Toxicity" (vốn là của ban nhạc System of a Down) của Algal the Bard, nhận được hàng triệu lượt xem sau khi được đăng lên vào tháng 12 năm 2017.
Theo The Guardian, bardcore thật sự trở thành một trào lưu riêng biệt vào ngày 20 tháng 4 năm 2020, trong thời kỳ đầu của đại dịch COVID-19, khi một YouTuber người Đức 27 tuổi tên Cornelius Link phát hành bài "Astronomia (Medieval Style)". Bài hát này là một phiên bản làm lại của bài hát electronic dance "Astronomia" của Tony Igy năm 2010, đã gây chú ý rộng rãi khi được sử dụng làm nhạc nền trong các video của hiện tượng điệu nhảy quan tài.
Vài tuần sau, Link tiếp nối với một phiên bản nhạc cụ kiểu Trung cổ của bài hát "Pumped Up Kicks" từ nhóm Foster the People mà YouTuber người Canada Hildegard von Blingin' (chơi chữ với tên nhà soạn nhạc thời Trung cổ Hildegard von Bingen) phát hành lại với lời hát được điều chỉnh theo lối Trung cổ. Đến cuối tháng 6, cả hai phiên bản đã có hơn 4 triệu lượt xem. Hildegard von Blingin' cũng đã hát lại bài "Bad Romance" của  Lady Gaga, "Creep" của  Radiohead, "Jolene" của Dolly Parton, và "Somebody That I Used to Know" của Gotye, với âm điệu và lời bài hát được điều chỉnh cho phù hợp với thể loại.
Nhóm Wu Tang Clan đã tán thành phiên bản hát lại của nhạc sĩ 'Beedle the Bardcore' khi họ đăng tải lại phiên bản của anh cho bài hát C.R.E.A.M của họ trên kênh YouTube chính thức.
Hiện tượng này được một số YouTuber khác hưởng ứng, trong đó có Graywyck, Constantine và Samus Ordicus. Elmira Tanatarova trên tờ i-D cho rằng bardcore "mang theo sức nặng nhiều năm của những meme về thời Trung cổ, và sự đen tối ảm đạm của thời kỳ này đã lôi cuốn đến óc hài hước về sự sống còn của Thế hệ Z."
Đến tháng 9 năm 2020 hàng trăm bài hát đã được hát lại theo phong cách Trung cổ/bardcore, hầu hết có thể tìm thấy trên YouTube.
Đến tháng 10 năm 2020, Scott Mills đã cho phát những bài hát của những nghệ sĩ bardcore nổi bật như Beedle The Bardcore, Hildegard Von Blingin’ và Stantough trên chương trình trên đài BBC Radio 1 phát vào giờ cao điểm của mình.